# Corinna bicincta
Corinna bicincta là một loài nhện trong họ Corinnidae.
Loài này thuộc chi Corinna. Corinna bicincta được Eugène Simon miêu tả năm 1896.